# Resolutie 532 Veiligheidsraad Verenigde Naties
Resolutie 532 van de Veiligheidsraad van de Verenigde Naties werd op 31 mei 1983 met unanimiteit van stemmen aangenomen. De resolutie riep Zuid-Afrika op zich te houden aan resolutie 435 uit 1978, met betrekking tot een staakt-het-vuren en het houden van verkiezingen onder toezicht van de VN in Zuidwest-Afrika.

## Achtergrond
Het mandaat dat Zuid-Afrika over Zuidwest-Afrika had gekregen werd in de jaren zestig door de Verenigde Naties ingetrokken. Zuid-Afrika weigerde echter Namibië te verlaten. Het Zuid-Afrikaanse bestuur aldaar werd illegaal verklaard en Zuid-Afrika kreeg sancties opgelegd. Eind jaren zeventig leek de onafhankelijkheid van Namibië dan toch in zicht te komen en er werd gewerkt aan de organisatie van verkiezingen.

## Inhoud
De Veiligheidsraad:
- Heeft het rapport van secretaris-generaal Javier Pérez de Cuéllar in beschouwing genomen.
- Herinnert aan de resoluties 1514 (XV) en 2145 (XXI) van de Algemene Vergadering.
- Herinnert aan en herbevestigt de resoluties 301, 385, 431, 432, 435 en 439.
- Herbevestigt de verantwoordelijkheid van de VN over Namibië en de Veiligheidsraad voor de uitvoering van de resoluties 385 en 435 waaronder het houden van door de VN gecontroleerde vrije verkiezingen.
- Bemerkt de resultaten van de Internationale Conferentie ter Ondersteuning van de Strijd van het Namibische Volk voor Onafhankelijkheid.
- Bemerkt de uitgebreide consultaties sinds resolutie 435 (1978).
- Betreurt dat die consultaties nog niet tot de uitvoering van resolutie 435 hebben geleid.

1. Veroordeelt de voortdurende illegale bezetting van Namibië door Zuid-Afrika.
2. Roept Zuid-Afrika op zich te verbinden aan resolutie 435 voor de onafhankelijkheid van Namibië.
3. Roept Zuid-Afrika verder op samen te werken met de secretaris-generaal aan de uitvoering van resolutie 435.
4. Mandateert de secretaris-generaal met de partijen van het voorgestelde staakt-het-vuren te consulteren om de snelle uitvoering van resolutie 435 veilig te stellen.
5. Vraagt de secretaris-generaal zo snel mogelijk en voor 31 augustus te rapporteren over de resultaten van deze consultaties.
6. Besluit om actief op de hoogte te blijven.

## Verwante resoluties
- Resolutie 435 Veiligheidsraad Verenigde Naties
- Resolutie 439 Veiligheidsraad Verenigde Naties
- Resolutie 539 Veiligheidsraad Verenigde Naties
- Resolutie 566 Veiligheidsraad Verenigde Naties

Lijst ·  529 ·  530 ·  531 ·  532 ·  533 ·  534 ·  535 ·  536 ·  537 ·  538 ·  539 ·  540 ·  541 ·  542 ·  543 ·  544 ·  545